# Luis Sambucetti

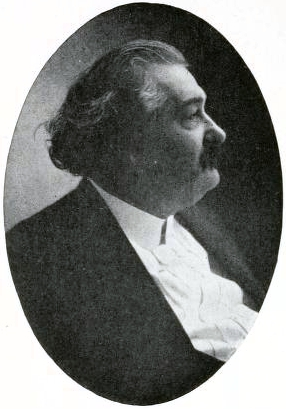
Luis Sambucetti

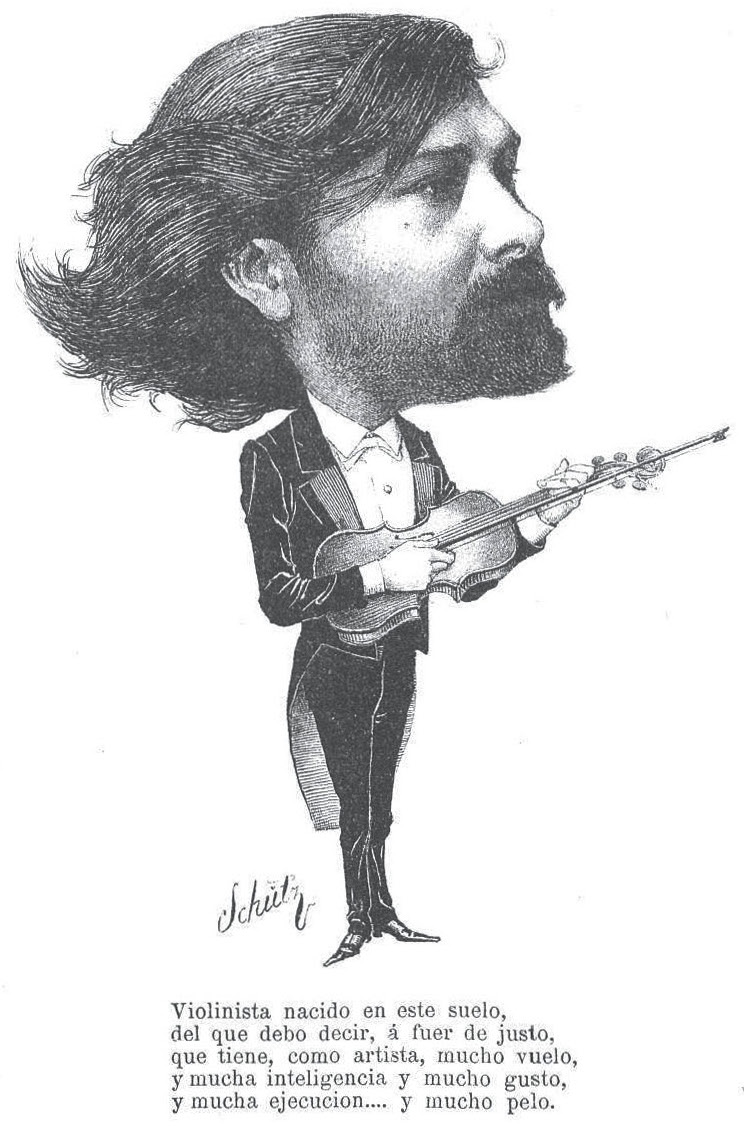
Karikatur Luis Sambucettis von Charles Schütz

Luis Nicolas Sambucetti (* 29. Juli 1860 in Montevideo; † 7. September 1926 in Montevideo) war ein uruguayischer Violinist, Dirigent, Musiklehrer und Komponist. Er gilt als Mitbegründer des modernen Musiklebens in Uruguay.

## Leben
Luis Sambucettis Vater war der italienischstämmige Geiger, Dirigent, Konzertmeister des Sólis Orchestra und Musikpädagoge Luis Sambucetti senior. Seine Mutter dessen Frau Claudina Giribaldi. Von ihm erhielt er seine musikalische Grundausbildung ab einem Alter von vier Jahren im Violinspiel. Später unterrichtete ihn Luis Preti im Violinspiel und José Strigelli in Kontrapunkt. Ab einem Alter von sieben Jahren hatte er die ersten öffentlichen Auftritte. Am 6. September 1875 hatte er sein Orchesterdebüt als Geiger bei einer Aufführung von Beethovens Eroica mit dem Orchester des Teatro Solís in Montevideo. Es folgte seine ersten solistischen Auftritte im Teatro Solís. Mit seinen beiden Brüdern Juan José und Francisco trat er im Teatro Nacional de Buenos Aires auf. Zwischen 1885 und 1888 setzte er seine Studien am Konservatorium in Paris fort. Hier war er als Violinist Schüler von Hubert Léonard. In Harmonielehre unterrichtete ihn Théodore Dubois und in Komposition Ernest Guiraud, Jules Massenet und Léo Delibes. 1887 erreichte dort einen ersten Platz unter 40 Mitbewerbern im Fach Violine. Dies verschaffte ihm die Stelle als Konzertmeister im Orchester des Théâtre du Châtelet unter der Leitung von Édouard Colonne, die er zwei Jahre lang ausfüllte. Nach der Rückkehr in seine Heimatstadt 1889 entwickelte er sich zu einer der führenden Persönlichkeiten im Musikleben Uruguays. Zwischen 1889 und 1905 waren seine wichtigsten Jahre als Komponist und Musikpädagoge. 1890 gründete er nach seiner Rückkehr aus Paris mit seinem Bruder Francisco Sambucetti die Musikschule „Instituto Verdi“, eines der beiden Musikkonservatorien in Montevideo. In der Folge gründete er drei Kammermusikensembles, 1891 mit seinem Bruder Juan José das Cuarteto Sambucetti, 1899 ein weiteres Cuarteto Sambucetti und 1911 die Sociedad de Conciertos.
1899 gründete er die Konzertgesellschaft Sociedad Beethoven, die er bis 1901 leitete. 1908 folgte die Gründung des Orquesta Sinfónica Nacional [Nationalsinfonieorchesters Uruguays], dessen Direktor er bis 1914 war. Er trat daneben auch als Dirigent und Mitglied eines Streichquartetts, des Cuarteto Sambucetti, in Erscheinung.
Der Komponist Vicente Ascone war einer seiner Kompositionsschüler. Sambucetti war mit der Pianistin María Verninck verheiratet. Gemeinsam mit ihr übersetzte er mehrere musikdidaktische Werke ins spanische, wie Traité d'Harmonie, théorique et pratique von Napoléon-Henri Reber und Théodore Dubois.

## Werke
Als Komponist ist er – auch infolge seiner Ausbildung in Paris – dem Stil der französischen Spätromantik zuzuordnen. Er schuf Werke nahezu aller Gattungen, darunter etliche Streichquartette, Werke für Klavier, Violine, Chor und Orchester. Neben einer Operette ist von ihm eine Zarzuela überliefert.

### Bühnenwerke
- „Colombinson“, Oper in einem Akt, Libretto: Nicolás Granada, uraufgeführt 1893 in Buenos Aires[3]

- „El Fantasma“, Operette in zwei Akten, Libretto: Camilo Vidal, Uraufführung am 18. Dezember 1894 im Teatro „Politeama“ in Montevideo[15]
- „San Francisco d'Assisi“, Ópera Mística in drei Teilen, Text: Benjamin Fernández y Medina. Das Werk erhielt 1906 bei der Internationalen Ausstellung in Mailand eine Goldmedaille.[3][5] Ein Teil der Oper stellt die Versuchung Franz von Assisis dar, der zweite das Rosenwunder und der dritte Teil seinen Tod.
- El diablo rojo, Zarzuela in einem Akt und vier Bildern über Motive aus der Oper Fra Diavolo, Text M. Villar Roldan und R. Perez Pujato, Bonmatí, Buenos Aires, 1894 OCLC 255944082 (Digitalisat des Librettos beim Ibero-amerikanischen Institut Berlin)

### Orchesterwerke
- Suite für Orchester, 1898 OCLC 133595239
- Zwei Präludien für Orchester I Invocación II Leyenda Patria, aufgeführt bei den sinfonischen Konzerten des Orchesters des Teatro Solís am 21., 23. und 24. Februar 1889[16]

### Werke für kleine Besetzungen
- Andante mesto für Klavier OCLC 18001074

- Allegro de concierto für Klavier, dem Pianisten Agar Falleri gewidmet, im Bestand der Biblioteca Nacional de Uruguay
- A toi, Adagietto für Violine mit Klavierbegleitung, im Bestand der Biblioteca Nacional de Uruguay
- Ave Maria für Sopran oder Tenor mit Begleitung eines Harmoniums oder Klaviers
- Burlesque für Violine und Klavier, Théodore Dubois gewidmet
- Meditación religiosa für Flöte, Streichquartett und Harmmonium und Klavier
- Ninon, Romance für Sopran oder Tenor mit Klavierbegleitung, Text: Alfred de Musset, im Bestand der Biblioteca Nacional de Uruguay
- Non posso amarti, Romanza für Sopran oder Tenor mit Klavierbegleitung, Text: M. Muñoz y Pérez, im Bestand der Biblioteca Nacional de Uruguay
- Rapsodia criolla, Santiago Fabini gewidmet, 1894
- Reverie für Violine mit Klavierbegleitung, im Bestand der Biblioteca Nacional de Uruguay
- Tarantella für Violine und Klavier, im Bestand der Biblioteca Nacional de Uruguay
- Vieux Carillon, Petite berceuse für Violine mit Klavierbegleitung, im Bestand der Biblioteca Nacional de Uruguay
- Sueño de paz, Albumblatt für Klavier, im Bestand der Biblioteca Nacional de Uruguay
- Sur la terre étrangêre [In fremdem Land] für Violine. Es ist das erste Werk das von ihm nach seiner Rückkehr aus Paris im Tetro Solís aufgeführt wurde.
- Te souviens-tu?, Lied ohne Worte für Klavier, im Bestand der Biblioteca Nacional de Uruguay
- Toujours Melodie für Gesang, im Bestand der Biblioteca Nacional de Uruguay

## Gedenken

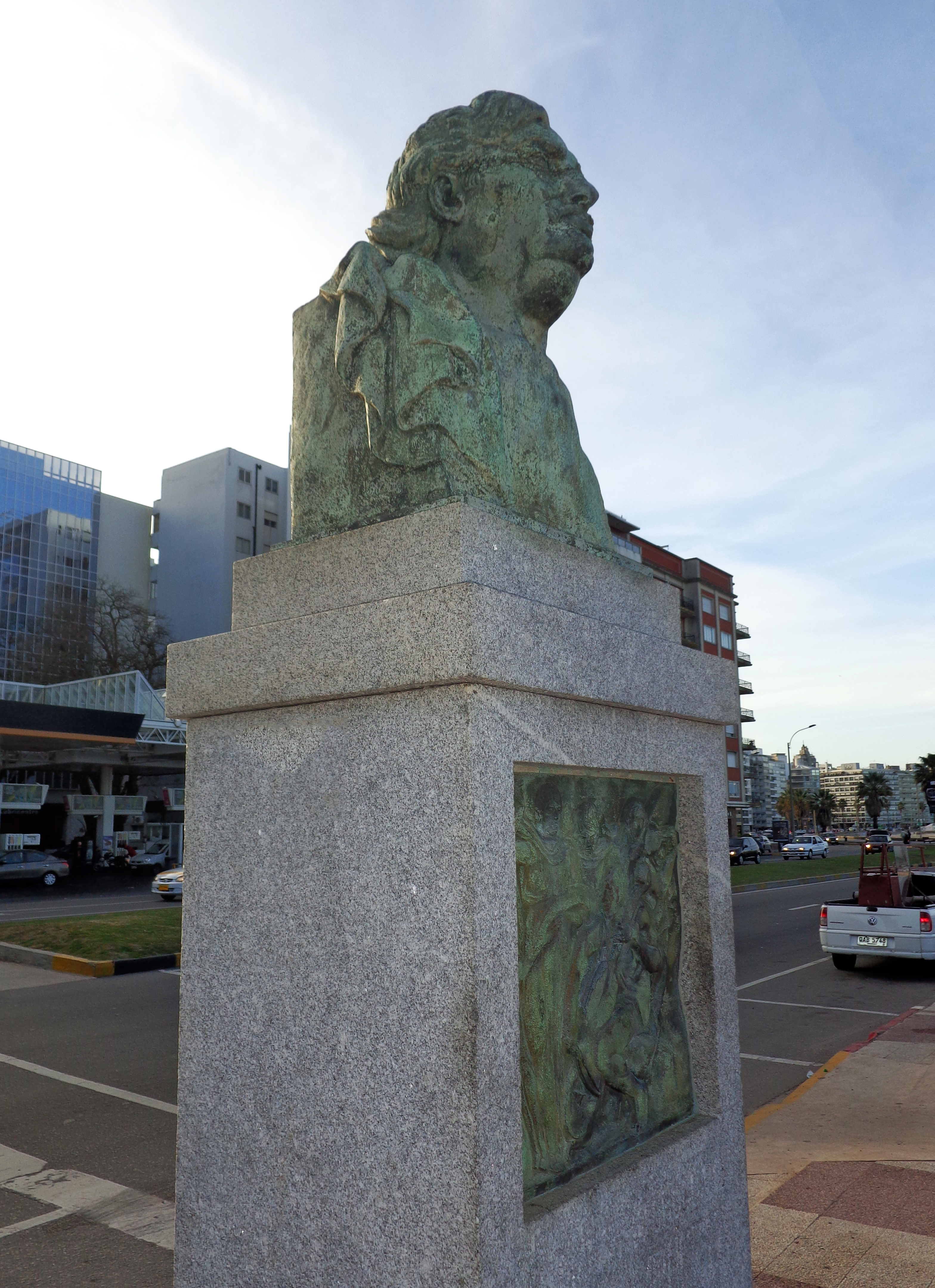
Denkmal in Montevideo

In Montevideo wurde eine Bronzebüste Sambucettis errichtet.